# AEK Ateny (piłka nożna)
Athlitiki Enosis Konstantinoupoleos (gr. Αθλητική Ένωσις Κωνσταντινουπόλεως – w tłumaczeniu na język polski Związek Sportowy Konstantynopola) – grecki klub piłkarski mający swoją siedzibę w Atenach. Klub znany jest w Polsce jako AEK Ateny.
Założony w Atenach w 1924 przez greckich uciekinierów z Konstantynopola z powodu wojny grecko-tureckiej, AEK to klub z 31 tytułami mistrzowskimi kraju (w tym dwunastoma mistrzostwami i piętnastoma pucharami Grecji), dostarczający reprezentacji Grecji wielu piłkarzy i regularnie występujący w europejskich pucharach.
W sezonie 2012/2013 klub spadł z najwyższej klasy rozgrywkowej.

## Sukcesy
- Mistrzostwa (13)[1]

1939, 1940, 1963, 1968, 1971, 1978, 1979, 1989, 1992, 1993, 1994, 2018, 2023
- Puchar Grecji (16)

1932, 1939, 1949, 1950, 1956, 1964, 1966, 1978, 1983, 1996, 1997, 2000, 2002, 2011, 2016, 2023
- Superpuchar Grecji (2)

1989, 1996
- Puchar Ligi (1)

1990

## Historia

### 1924–1939
Pierwszy mecz piłkarski AEK rozegrał z zespołem z portowego miasta Pireus (protoplastą dzisiejszego Olympiakosu) w 1925; był to mecz udany, bowiem AEK zwyciężył 3:2. Dalsze sukcesy AEKu na arenie piłkarskiej pozwolił im na zdobycie regionalnego czempionatu Aten w 1925 i 1926.
Drużyna piłkarska AEKu prężnie rozwijała się w latach 20. z powodu swej popularności w stolicy Grecji, inspirując także do działania inne kluby imigrantów (Panonios czy Apollon), oraz przyjmując pod swe skrzydła dużą liczbę imigrantów. Nie posiadając własnego boiska, AEK rozgrywał większość swoich pierwszych meczów w różnych miejscach Aten i okolic, włącznie z łąkami Świątyni Olimpijskiej Zeusa czy stadionem Leoforosa Alexandrasa.
Pierwszy prezes AEK-u, Konstantinos Spanoudis (1871-1941), dziennikarz i współpracownik premiera Grecji Elefteriosa Wenizelosa, wystąpił do rządu o nadanie klubowi ziemi w celu budowy kompleksu sportowego. W 1926 AEK otrzymał tereny w Nea Filadelfia i stworzył na nich osiedle dla imigrantów oraz boiska treningowe. W 1930 AEK rozpoczął korzystanie z tych terenów w celu treningu, a w tym samym roku posesja została oficjalnie przekazana klubowi. Wkrótce Venizelos zatwierdził plany budowy stadionu Nikos Goumas – stadionu, który miał wkrótce stać się domem AEKu na następne 70 lat.
W roku 1928 Panathinaikos AO, Olympiakos i AEK rozpoczęli negocjacje z grecką federacją piłkarską (EPO), aby wspólnie, pod nazwą POK (Podosfairikes-Omades-Kentrou) rozpocząć występy w pierwszej lidze greckiej. Podczas negocjacji POK organizował mecze między swoimi drużynami i kilkoma zespołami z Europy. W 1929 negocjacje zakończyły się i kluby POK wstąpiły do EPO.
Trzy lata później, w 1932, AEK wywalczył swój pierwszy puchar Grecji, w finale pokonując Aris FC 5:3. Trzon mistrzowskiej drużyny stanowili: Kostas Negrepontis, Kleanthis Maropoulos, Tryfon Tzanetis, Michalis Delavinias, Giorgos Mageiras oraz Spyros Sklavounos.
Złote lata klubu zostały ukoronowane pierwszą podwójną koroną – mistrzostwem Grecji i pucharem – w roku 1939.

### 1940–1959
Z Negrepontisem na ławie trenerskiej, AEK wywalczył swój drugi grecki czempionat w roku 1940. Klub zdobył także mistrzostwo w 1941 i 1943, ale grecka federacja nie uznała tych zwycięstw z powodu drugiej wojny światowej. Z angielskim trenerem Jackiem Bimbym, ateńscy weterani sprzed wojny zdobyli dwukrotnie tytuł mistrza – w 1949 i 1950, pokonując Panathinaikos 2:1 i Aris 4:0.
AEK wygrał także regionalne mistrzostwa Aten w 1950 i 1952, ale playoffy mające wyłonić ogólnogreckiego mistrza nie zostały rozegrane ze względu na długi okres treningowy kadry narodowej.
Wczesne lata 50. przyniosły ze sobą falę młodych gwiazd w postaci Giannisa Kanakisa, Andresa Stamatiadisa i bramkarza Steliosa Serafeidisa. Napływ świeżej krwi spowodował zwycięstwo w pucharze Grecji w roku 1956, po pokonaniu Olympiakosu w finale 2:1. W 1957 w zespole zadebiutował, uważany za największą gwiazdę tamtego okresu, Kostas Nestoridis. Zakupiony z Panoniosu rok wcześniej, nie mógł grać od razu, z powodu niezgody obu zespołów dotyczącej jego transferu. W 1958 i 1959 był najlepszym strzelcem greckiej ligi, lecz nie wystarczyło to, aby AEK zwyciężył jakiekolwiek rozgrywki.

### 1960-1979
Ze strzelającym mnóstwo goli w latach 60. Nestoridisem (król strzelców nieprzerwanie w latach 1958–1963), i wypożyczeniem napastnika Dimitrisa Papaioannou w 1962, AEK zdobył tytuł mistrza w roku 1963.
Papaioannou, zwany przez kibiców AEK „Mimisem”, zdobył dwa gole w meczu rewanżowym finału playoffu z Panathinaikosem, ustalając wynik na 3:3, dając AEKowi pierwszy po wojnie tytuł, wywalczony dzięki bramkom na wyjeździe. Niemała była w tym zasługa węgierskiego szkoleniowca Jenő Csaknadyego.
Klub kontynuował swoją świetną passę, zwyciężając w pucharze Grecji dwukrotnie – w 1964 i 1966, i dzięki powrotowi Csaknadyego na stanowisko trenera w 1968 oraz znakomitym piłkarzom, takim jak; Kostas Nikolaidis, Giorgos Karafeskos, Panagiotis Ventouris, Fotis Balopoulos, Spyros Pomonis, Alekos Iordanou czy Nikos Stathopoulos, AEK wygrał mistrzostwo w tym roku i jako pierwszy grecki klub piłkarski zagrał w ćwierćfinale Pucharu Mistrzów. Dalsze wzmocnienia umożliwiły wywalczenie przez klub swojego piątego czempionatu w roku 1971
Wielu znawców futbolu w Grecji uważa, że jedna z najlepszych drużyn w historii AEKu powstała w drugiej połowie lat 70., kiedy prezesem został Loukas Barlos. Zatrudnił on czeskiego trenera Frantiska Fadrhonca, który miał w swoim składzie takich piłkarzy, jak Christos Ardizoglou, Giorgos Dedes, Giorgos Skrekis, niemiecki duet Walter Wagner i Timo Zahnleiter, Dionysis Tsamis, Pantelis Nikolaou, Petros Ravousis, Serb Dušan Bajević, Takis Nikoloudis, Stefanos Theodoridis, Christos Itzoglou czy Nikos Christidis.
Z Papaioannou w roli kapitana, sezon 1976/1977 AEK zapisał w swojej historii osiągając półfinał Pucharu UEFA, będąc pierwszym greckim klubem, który tego dokonał. AEK pokonał takich rywali, jak: Dinamo Moskwa, Derby County, FK Crvena zvezda, czy Queens Park Rangers, żeby w półfinale odpaść ze słynnym Juventusem, który później zwyciężył te rozgrywki.
Niemały wpływ na te sukcesy miał transfer do AEKu jednego z najlepszych greckich napastników tamtych lat; był nim Thomas Mavros. Mavros był integralną częścią zespołu, który awansował do półfinału Pucharu UEFA. Jednak to jego fantastyczna forma (przez dwa sezony zdobył 53 gole) doprowadziła AEK do podwójnej korony w roku 1978. Dopełnieniem było sprowadzenie byłych gwiazd Panathinaikosu – Dimitrisa Domazosa i Kostasa Eleutherakisa, którzy pomogli drużynie w zapieczętowaniu tej świetnej dekady mistrzostwem Grecji w roku 1979.
Pod rządami Barlosa, stadion Nikosa Goumasa został rozbudowany, włączając w to legendarną Trybunę Krytą, czyli Skepasti (Σκεπαστή), która stała się wizytówką najfantastyczniejszej grupy kibiców AEKu – Original 21.

### 1980–1999
Z nowym prezesem Michalisem Arkadisem i austriackim trenerem Helmutem Senekowiczem, AEK pokonując PAOK 2:0 na nowym Stadionie Olimpijskim zwyciężył puchar Grecji 1983. Bramki strzelali Thomas Mavros i 21-letni kapitan Vangelis Vlachos.
AEK także czynił wszystko, aby zdobyć kolejny magiczny tytuł mistrzowski – nastąpiło to w roku 1989. Trenowany przez byłego piłkarza Duszana Bajevicia, piłkarze z Aten wywalczyli mistrzostwo, pokonując w decydującym meczu Olympiakos 1:0. Jedyny tytuł AEKu w tej dekadzie był dziełem Takisa Karagiozopoulosa, który zdobył w tym meczu jedyną bramkę. AEK wygrał także Superpuchar Grecji, eliminując Panathinaikos po dogrywce.
Po sukcesach w roku 1989, AEK zbudował kolejny model silnej drużyny w swojej historii. Prowadzeni przez Steliosa Manolasa piłkarze, tacy jak Toni Savevski, Daniel Batista czy Giorgos Savvidis, zdominowali początek lat 90. w greckiej lidze, zdobywając trzy razy z rzędu krajowy czempionat – w roku 1992, 1993 i 1994.
AEK wygrał także jedyną w historii edycję greckiego pucharu ligi w 1990 oraz Puchar Śródziemnomorski w 1991 (pokonując OFI Kreta 1:0).
W sezonie 1994/1995 AEK był pierwszym greckim klubem, który wystąpił w fazie grupowej Ligi Mistrzów, pokonując w trzeciej rundzie eliminacji Rangers; AEK został wyeliminowany przez AC Milan i AFC Ajax, którzy potem zagrali ze sobą w finale. Z Michalisem Trochanasem na stanowisku prezesa i Dušanem Bajevićiem na ławie trenerskiej, zespół zdobył puchar Grecji 1996.
Następca Bajevićia, który odszedł do największych rywali z Olympiakosu Pireus, były piłkarz Petros Ravousis, poprowadził drużynę do jej drugiego triumfu w superpucharze Grecji (sierpień 1996), a rok później zdobył dla AEKu jedenasty puchar Grecji – oba trofea AEK osiągnął, pokonując po rzutach karnych Panathinaikos.
Był to jak dotąd najlepszy okres AEKu w dziejach, licząc po trofeach. Ateńczycy osiągnęli także sukces na polu szkoleniowym, dając greckiej piłce wielu utalentowanych piłkarzy. W ich poczet zalicza się: Demisa Nikolaidisa, Christosa Kostisa, Vassilisa Tsiartasa, Christosa Maladenisa, Andreasa Zikosa i Michalisa Kasapisa. Demis Nikolaidis, od dzieciństwa kibic AEKu, oprócz oferty żółto-czarnych otrzymał bardzo lukratywne propozycje z Panathinaikosu i Olympiakosu, jednak odrzucił je i wybrał swój ukochany klub. W sezonach 1996/1997 i 1997/1998, AEK dwukrotnie osiągnął ćwierćfinał Pucharu Zdobywców Pucharów.
W roku 1999 były prezes klubu Dimitris Melissanidis zorganizował mecz towarzyski z drużyną Partizanu Belgrad w Belgradzie, podczas nalotów bombowych NATO w Serbii. W geście współczucia i solidarności wobec Serbów, piłkarze AEKu i sztab szkoleniowy zignorował nałożone na Serbię embargo i przybył do Belgradu na mecz. Spotkanie zakończyło się remisem 1:1, gdy w 60 minucie gry tysiące serbskich fanów wyszło na boisko, aby uściskać piłkarzy.
Lata 90. są ogólnie kojarzone jako najlepsza dekada AEKu, głównie ze względu na to, iż w czternaście lat (1988–2002) AEK sięgnął po dwanaście tytułów, na które składają się cztery mistrzostwa i tyle samo pucharów, dwa superpuchary, jeden puchar ligi i jeden puchar śródziemnomorski.

### 2000 – obecnie
AEK zdobył swój dwunasty puchar Grecji w 2000, pod wodzą Giannisa Pathiakakisa. Zespół pokonał w finale AO Ionikos 3:0, po bramkach ikony klubu Demisa Nikolaidisa, Milena Petkowa i Christosa Maladenisa. Nikolaidis został później nagrodzony przez FIFA nagrodą fair play, ponieważ poinformował sędziego, iż jedna z jego bramek została zdobyta przezeń ręką.
Klub kontynuował pasmo sukcesów, zajmując w roku 2002 ex aequo pierwsze miejsce w lidze z Olympiakosem Pireus, jednak rywale zza miedzy mieli lepszy stosunek bramkowy. Lecz w Pucharze Grecji AEK pokonał właśnie piłkarzy z Pireusu, sięgając po swój trzynasty taki tytuł.
Mimo sukcesów AEKu na boisku, ten okres został zapamiętany z powodu powrotu Dusana Bajevićia na stanowisko trenera latem roku 2002, głównie przez otwartą wrogość, jaką żywili do Serba najzagorzalsi fani ateńczyków.
Pod wodzą Bajevićia AEK przeszedł rundę kwalifikacyjną do Ligi Mistrzów 2002, eliminując APOEL Nikozja. Grecy znaleźli się w grupie A, razem z Romą, Realem Madryt i Racingiem Genk. Mimo tego, iż AEK nie przegrał żadnego meczu, jednakże nie awansowali dalej, ponieważ wszystkie... zremisowali.
Transfery Nikosa Lyberopoulosa i Cypryjczyka Janisa Okasa do klubu poprawiły sytuację boiskową zespołu, w przeciwieństwie do problemów finansowych, które ciągle narastały.
Kiepska gra na boisku była nieporównywalna do tego, co działo się poza nim. Po zdemolowaniu stadionu Nikosa Goumasa, prezes Chrysostomos Psomiadis (wraz ze swoimi ochroniarzami) miał rzekomo nastraszyć kapitana zespołu Demisa Nikolaidisa (który coraz częściej był podobno widywany w nocnych klubach).
Po tym wydarzeniu, także z powodów finansowych, Nikolaidis został sprzedany do Atlético Madryt. Także Bajević nie znalazł porozumienia z kibicami i zrezygnował w roku 2004.
Po Euro 2004, w konsekwencji stracenia najlepszych zawodników i gwiazd, nad klubem zawisło widmo bankructwa. AEK oczekiwał cudu, który nie pozwoli im spaść do amatorskich lig greckich. Kostas Katsuranis, Nikolaos Limberopulos, Vassilis Borbokis, Grigorios Georgatos, Teodoros Zagorakis, Michalis Kapsis, Michalis Kassapis, Michel Kreek, Wasilis Lakis, Vassilis Tsiartas i Janis Okas zostawili klub z mnóstwem problemów.
W roku 2004, Demis Nikolaidis, szef konsorcjum biznesowego i były piłkarz AEKu, wykupił akcje zespołu i z pomocą zjednoczonych fanów został prezesem klubu. Jego najważniejszym zadaniem było wyciągnięcie AEKu z zapaści finansowej. Jego pierwszym sukcesem było uzyskanie przez greckie sądy zezwolenia na skreslenie większości długów klubu, które były dziełem poprzedniego zarządu, oraz spłacenie wszystkich długów wobec państwa.
Zabezpieczywszy egzystencję klubu w Alpha Ethniki, Nikolaidis rozpoczął program przywracania klubu do dawnej świetności. Zatrudnił doświadczonego eks-piłkarza Ilję Ivicia jako dyrektora klubu i przywrócił na stanowisko trenera Fernando Santosa. Rozradowani obrotem spraw kibice AEK wykupili aż siedemnaście tysięcy karnetów na spotkania ateńczyków.
AEK zatrudnił obiecujących młodych piłkarzy w celu wzmocnienia rozbitej drużyny. Prowadzeni przez doświadczonych Katsouranisa i Lyberopoulosa, wraz z Brazylijczykiem Júlio Césarem, drużyna wystąpiła w finale pucharu Grecji oraz zdobyła wicemistrzostwo Hellady. W sezonie 2006/2007 były trener Realu Betis, Lorenzo Serra Ferrer zastąpił Fernando Santosa po tym, jak postanowiono nie przedłużyć kontraktu tego drugiego.

### Przed sezonem 2007/2008
Latem 2007 AEK zmienił producenta strojów z Adidas na Pumę. AEK sprowadził do składu brazylijską legendę Rivaldo oraz kilku innych zawodników. Traianos Delas podpisał nowy, lukratywny kontrakt z klubem do roku 2009. 13 czerwca AEK sprowadził brazylijskiego golkipera Marcelo Moretto z Benfiki Lizbona na zasadzie wypożyczenia do końca sezonu. 25 sierpnia grecka federacja zdecydowała przełożyć start ligi ze względu na szalejące na Peloponezie pożary.

### Sezon 2012/2013
Klub po raz pierwszy w historii spadł z najwyższej klasy rozgrywkowej. W przedostatniej kolejce sezonu w meczu z Panathrakikosem z powodu zamieszek na stadionie klub został ukarany -3 punktami a sam mecz oddany walkowerem na korzyść Panthrakikisu. Na skutek tego AEK stracił już szanse na uniknięcie spadku. Klub zmaga się też z poważnymi problemami finansowymi. Długi sięgają 35 mln €.

### AEK w europejskich pucharach
AEK miał kilka chwalebnych sezonów w europejskich pucharach, włącznie z grą w fazie grupowej Ligi Mistrzów 2002/2003 bez porażki. Poniżej największe sukcesy AEKu w europucharach.
Puchar Mistrzów/Liga Mistrzów:

1968/69 Ćwierćfinał – wyeliminowanie przez Spartak Trnava

Puchar UEFA:

1976/77 Półfinał – wyeliminowanie przez Juventus F.C.

Puchar Zdobywców Pucharów:

1996–97 Ćwierćfinał – wyeliminowanie przez Paris Saint-Germain

1997–98 Ćwierćfinał – wyeliminowanie przez Lokomotiw Moskwa

### Piłkarze w historii klubu
| Na poniższej liście mogą znaleźć się: 1. piłkarze reprezentacji narodowych 2. strzelcy bramek dla klubu AEK w lidze i pucharach europejskich 3. piłkarze, którzy w barwach AEK zajęli co najmniej trzecie miejsce w mistrzostwach Grecji |

| - Aleksios Aleksandris - Christos Ardizoglou - Ilias Atmatsidis - Vassilis Borbokis - Nikos Christidis - Giorgos Dedes - Mimis Domazos - Giorgos Donis - Kostas Eleutherakis - Lysandros Georgamlis - Grigorios Georgatos - Christos Idzoglu - Janis Kalidzakis - Michalis Kapsis - Giorgos Karafeskos - Waios Karajanis - Michalis Kassapis - Christos Kostis - Kostas Katsuranis - Wasilis Lakis | - Stelios Manolas - Tomas Mawros - Anastasios Mitropulos - Kleantis Maropulos - Kostas Negrepondis - Kostas Nestoridis - Demis Nikolaidis - Kostas Nikolaidis - Pantelis Nikolaou - Takis Nikoloudis - Dimitris Papaioanu - Andreas Papaemmanouil - Petros Ravousis - Dimitris Sarawakos - Stelios Serafeidis - Stelios Skevofilakas - Andreas Stamatiadis - Stefanos Theodoridis - Apostolos Toskas - Vassilis Tsiartas | - Trifon Dzanetis - Vangelis Vlachos - Teodoros Zagorakis - Bruno Alves - Paulo Assunção - Dušan Bajević - Ilija Ivić - Dragan Ciric - Daniel Batista - Walter Centeno - Mauricio Wright - Bruno Cirillo - Anton Doboș - Thomas Edmond - Emerson - Márton Esterházy - Carlos Gamarra - Arnar Grétarsson - Temur Kecbaia - Frank Klopas | - Michel Kreek - Lefter Küçükandonyadis - Henrik Nielsen - Mirosław Okoński - Janis Okas - Jorgos Sawidis - Jim Patikas - Trevor Ross - Refik Šabanadžović - Håkan Sandberg - Toni Sawewski - Ołeh Wenhlinski - Walter Wagner - Timo Zahnleiter - Milton Viera - Christopher Wreh - Roger Guerreiro |

### Trenerzy w historii klubu
| - Kostas Negrepondis - Trifon Dzanetis - Stan Anderson - Dušan Bajević | - Ljubiša Tumbaković - Ołeh Błochin - Zlatko Čajkovski - Jenő Csaknady | - Ferenc Puskás - František Fadrhonc - Eugene Gerards - Jacek Gmoch | - Fernando Santos - Toni Sawewski - Helmut Senekowitsch |

## Stadion
Od zniszczenia w roku 2003 stadionu Nikosa Goumasa, zespół rozgrywał większość swych spotkań na 70-tysięcznym Stadionie Olimpijskim Spirydona Louisa w Atenach.
W latach 2017-2022 kosztem 80 milionów euro na terenie zburzonego stadionu w Nea Filadelfia wybudowano nowy obiekt OPAP Arena mogący pomieścić 32500 widzów. Stadion otwarto 30 września 2022 roku.

## Kibice
AEK posiada trzy zorganizowane grupy kibiców: Gate 21 (gr. Θύρα 21 – Thyra 21, założona w 1975), Original 21 (największa z trójki), została założona w roku 1982 przez byłych członków Gate 21 i AEK Fans, założona w 2001.
Original 21 stała się największą grecką grupą kibiców, z oddziałami w całej Grecji, Europie i nawet w Australii (Original 21 Melbourne). Fanklub jest znany z posiadania w swoich szeregach dużej grupy kibiców o postawie antyfaszystowskiej oraz antyrasistowskiej.

## Skład na sezon 2022/2023
Stan na dzień: 20 sierpnia 2022 roku
| Nr | Poz. | Piłkarz                                   |
| -- | ---- | ----------------------------------------- |
| 1  | BR   | Cican Stanković                           |
| 2  | OB   | Harold Moukoudi                           |
| 3  | OB   | Milad Mohammadi                           |
| 4  | PO   | Damian Szymański                          |
| 5  | NA   | Nordin Amrabat                            |
| 6  | PO   | Jens Jønsson                              |
| 7  | NA   | Levi García                               |
| 8  | PO   | Mijat Gaćinović                           |
| 10 | PO   | Steven Zuber                              |
| 11 | NA   | Sergio Araujo                             |
| 12 | OB   | Lazaros Rota                              |
| 13 | PO   | Orbelín Pineda (wypożyczony z Celta Vigo) |
| 14 | PO   | Alexander Fransson                        |
| 15 | OB   | Žiga Laci                                 |
| 17 | NA   | Christos Albanis                          |
| 19 | OB   | Clément Michelin                          |

| Nr | Poz. | Piłkarz                   |
| -- | ---- | ------------------------- |
| 20 | PO   | Petros Mandalos (kapitan) |
| 21 | OB   | Domagoj Vida              |
| 24 | OB   | Gerasimos Mitoglou        |
| 25 | PO   | Konstandinos Galanopulos  |
| 28 | OB   | Ehsan Hajsafi             |
| 30 | BR   | Georgios Athanasiadis     |
| 31 | OB   | Georgios Tzavellas        |
| 33 | OB   | Jorgos Janutsos           |
| 35 | NA   | Michalis Kosidis          |
| 37 | OB   | Vedad Radonja             |
| 40 | OB   | Mario Mitaj               |
| 53 | PO   | Theodosis Macheras        |
| 61 | BR   | Vasilios Chatziemmanouil  |
| 77 | PO   | Christos Giousis          |
| 80 | PO   | Georgios Moustakopoulos   |

## Sztab Szkoleniowy
- Trener: Massimo Carrera.
- Asystent: Pep Alomar.

## Statystyki
Najwięcej występów ligowych
- Mimis Papaioanu (483)
- Stelios Manolas (447)
- Toni Sawewski (410)
- Stilianos Skiewofilakas (297)
- Lakis Nikolau (293)
- Tomas Mawros (276)
- Andreas Stamatiadis (269)
- Petros Rawusis (263)
- Christos Ardizoglu (260)
- Michalis Kasapis (254)

Najwięcej goli ligowych
- Mimis Papaioanu (233)
- Tomas Mawros (175)
- Kostas Nestoridis (140)
- Demis Nikolaidis (127)
- Kostas Nikolaidis (94)
- Wasilis Dimitriadis (81)
- Wasilis Tsiartas (80)
- Dušan Bajević (65)
- Daniel Batista (65)
- Andreas Stamatiadis (61)
- Christos Kostis (56)
- Nikolaos Limberopulos (54)

Królowie strzelców (Alpha Ethniki)
- 1958-59  Kostas Nestoridis
- 1959-60  Kostas Nestoridis
- 1960-61  Kostas Nestoridis
- 1961-62  Kostas Nestoridis
- 1962-63  Kostas Nestoridis
- 1963-64  Dimitris Papaioanu
- 1965-66  Dimitris Papaioanu
- 1975-76  Jorgos Dedes
- 1977-78  Tomas Mawros
- 1978-79  Tomas Mawros
- 1979-80   Dušan Bajević
- 1984-85  Tomas Mawros
- 1987-88  Henrik Nielsen
- 1991-92  Wasilis Dimitriadis
- 1992-93  Wasilis Dimitriadis
- 1993-94  Aleksios Aleksandris
- 1995-96  Wasilis Tsiartas
- 1998-99  Demis Nikolaidis
- 2006-07  Nikos Limberopulos

Najlepsi strzelcy (Puchar UEFA)
- 2000-01  Demis Nikolaidis

 Największe ligowe zwycięstwa
- 29 września 1940 – AEK – Olympiakos SFP 7:3
- 1943 – AEK – Arionas 12:1
- 9 września 1961 – AO Egaleo – AEK 0:8
- 11 grudnia 1989 – AEK – Skoda Xanthi 8:0

Największa liczba publiczności
- 1986 – Stadion Olimpijski w Atenach, AEK – Panathinaikos AO (74.500)
- 1986 – Stadion Olimpijski w Atenach, AEK – Olympiakos SFP (74.241)
- 1983 – Stadion Olimpijski w Atenach, AEK – PAOK FC (73.000)
- 2006 – Stadion Olimpijski w Atenach, AEK – AC Milan (65.000)

## Barwy i herb AEK
Herb AEKu stanowi dwugłowy, czarny orzeł (Δικέφαλος Αετός – Dikefalos Aetos) na żółtym tle. Kiedy AEK był zakładany przez greckich imigrantów z Konstantynopola i Anatolii, założyciele postanowili złożyć hołd swojej dawnej ojczyźnie i cywilizacji, która istniała na tych terenach – Cesarstwu Bizantyjskiemu, czyli Bizancjum. Żółto-czarne barwy i dwugłowy orzeł były symbolami właśnie cywilizacji bizantyjskiej, która upadła w roku 1453 wraz ze zdobyciem Konstantynopola przez Turków.

## Hymn AEK
Hymn klubowy został napisany przez Steliosa Kazantzidzisa i zaśpiewany przez czołowego napastnika AEK, „Mimisa” Papaioanu.